# هنري بيب
هنري بيب (بالإنجليزية: Henry Bibb)‏ هو كاتب أمريكي، ولد في 10 مايو 1815 في مقاطعة شيلبي في الولايات المتحدة، وتوفي في 1854.